# Gennaeosinum intercisum
Gennaeosinum intercisum is een slakkensoort uit de familie van de Naticidae. De wetenschappelijke naam van de soort is voor het eerst geldig gepubliceerd in 1931 door Tom Iredale.